# World Business Dialogue
Le World Business Dialogue est la plus grande convention internationale entièrement organisée par des étudiants. Chaque année elle est mise en place par l’Organisationsforum Wirtschaftskongress (OFW).

## Description
Le World Business Dialogue est un congrès au cours duquel les innovations actuelles et les tendances sociales sont analysées et débattues au regard de leur potentiel à influencer et à générer de nouveaux marchés. Le World Business Dialogue n'accepte que 300 étudiants chaque année, et les connecte avec des personnalités du monde économique, politique et scientifique lors de l'évènement.
Cet évènement est organisé par les volontaires de la Junior Entreprise de l’Université de Cologne, l’Organisationsforum Wirtschaftskongres. Entièrement dirigée par des étudiants, cette association à but non lucratif offre à des « étudiants de haut niveau » (Spiegel Magazine) une opportunité de transformer leur savoir théorique du monde des affaires en actions concrètes d’entreprenariat. C’est dans ce but que l’OFW organise chaque année le World Business Dialogue. Le tout premier Dialogue fut organisé à l’Université de Cologne en 1987. A l’époque il ne s’agissait encore que d’une convention d’échelle nationale appelée « Congrès Allemand d’Économie ».